# Heliosia flava
Heliosia flava är en fjärilsart som beskrevs av Bang-haas 1927. Heliosia flava ingår i släktet Heliosia och familjen björnspinnare. Inga underarter finns listade i Catalogue of Life.